# Clear Television Network
Clear Television Network was een Nederlandse commerciële televisiezender die op 15 september 2004 begon met uitzenden. De televisiezender was free-to-air te ontvangen via de Astra1 en Astra3-satelliet en was te ontvangen via het kabelnetwerk van REKAM.
De programmering van de zender bestond onder andere uit (Zuid-Amerikaanse) soaps, sport (vooral kickboksen) en andere ingekochte producties.
Clear TV is op 15 september 2006 gestopt met uitzenden.